# Virginia Grütter
Virginia Grütter (Nacida como Virginia Teresa del Carmen e Inés, Puntarenas, Costa Rica, 20 de abril de 1929—3 de marzo de 2000) fue una escritora, actriz y directora teatral costarricense. El 21 de julio de 2021 fue declarada Benemérita de la Patria por sus aportes a la política, literatura y cultura del país.

## Biografía
Nació el 20 de abril de 1929 en la provincia de Puntarenas, en el suroeste de Costa Rica. Era hija de Lía Jiménez Guido y Mariano Valenzuela, a quien ella nunca conoció. Poco después de su nacimiento, su madre se casó con Rolando Grütter Graff, un alemán que había llegado a Costa Rica huyendo de la crisis europea de la época. A partir de entonces Virginia adquirió el apellido de su padrastro.
Realizó sus estudios primarios en la ciudad de Puntarenas, donde también estudió alemán. Cuando aún era una niña, sus padres decidieron viajar a Hamburgo para reunirse con los familiares de Rolando; allí Virginia experimentaría sus primeros contactos con el nazismo. La familia también visitó Milán, Venecia, el Tirol y Austria, en donde finalmente descubrieron que Alemania le había declarado la guerra a Polonia. Esto provocó una abrupta separación familiar: Virginia se refugió junto con su madre en Génova, mientras que su padre tuvo que huir hacia la Unión Soviética y luego a Japón. La familia se reencontró en Costa Rica en 1941, justo cuando el gobierno de Rafael Ángel Calderón Guardia comenzó a perseguir a los ciudadanos alemanes residentes en el país; Rolando pronto fue aprehendido y enviado a un campo de prisioneros en Texas.
De vuelta en Costa Rica, Virginia retomó sus estudios secundarios, un periodo marcado por la desobediencia, los castigos y sus primeros encuentros con la escritura. Luego, en 1942, con trece años, decidió viajar con su madre a Norteamérica para reunirse con su padre. Una vez allí, los tres fueron intercambiados por otros prisioneros civiles y se embarcaron hacia Europa. La familia atravesó el Atlántico, Portugal, España y Francia para finalmente asentarse en Saarbrucken, en la zona limítrofe entre el territorio galo y Alemania. Poco después Virginia fue enviada a Freudenstadt con el objetivo de que finalizara sus estudios secundarios, sin embargo fue expulsada del colegio por no tener sangre alemana pura. Sus últimos meses de estancia en el territorio europeo representaron en final de la guerra, pero también el sufrimiento de una gran hambruna que solo terminó con el desplazamiento de la familia a  Múnich en calidad de refugiados; posteriormente volvieron a cruzar Francia, viajaron a Panamá y regresaron a Puntarenas.
Virginia contrajo nupcias con el primero de los tres maridos que tendría en vida y dio a luz a tres hijos; también ingresó a la universidad y estudió arte, literatura y filosofía. Trabajó durante una década en Cuba como directora de teatro y opera; además, la escena teatral emergente en Costa Rica la llevó a fundar, junto con Jean Moulaert, del Teatro Arlequín, ubicado en la ciudad de San José. También reunió esfuerzos y movilizó a más de quinientos intelectuales para exigir la fundación de una editorial estatal, hecho que se concretaría en 1959 con la creación de la Editorial Costa Rica. Algunos años más tarde, su afición por las artes dramáticas la llevaría de vuelta a Alemania, donde formó parte de la Berliner Ensemble, la legendaria compañía de teatro fundada por Bertolt Brecht.
De regreso en América, Virginia contrajo nupcias con Carlos Pérez Vargas, publicista y militante chileno en las filas de izquierda. No obstante, en 1974, tras el golpe de Estado de Augusto Pinochet, Carlos fue hecho prisionero y nunca se supo nada sobre él. Virginia utilizó todos los mecanismos políticos y diplomáticos en su haber para intentar recuperar a su esposo. Sus esfuerzos, como los de tantas otras mujeres chilenas, resultaron ser inútiles. Después de esto, Virginia tuvo que emprender otra larga lucha para liberar a su hija Liana, apresada en Nicaragua durante en régimen de Anastasio Somoza y a la cual solo logró recuperar tras la victoria sandinista. A partir de entonces realizó una amplia militancia con el movimiento de izquierda en Costa Rica, por esta razón su producción literaria fue censurada a lo largo de varias décadas.
En sus últimos años de vida, Virginia trabajó como profesora de apreciación teatral en la Universidad de Costa Rica. Murió el 3 de marzo de 2000, después de sufrir un paro respiratorio. Cinco años antes de su muerte, en 1995, había protagonizado un documental que resumía algunos acontecimientos de su vida y parte de su obra. El filme, titulado "Virginia Grütter: Más fuerte que el dolor - stärker als der Schmerz", fue dirigido por la cineasta alemana Quinka F. Stoehr y se presentó en Costa Rica dos años más tarde.

## Obra literaria
La producción literaria de Virginia Grütter pertenece a la llamada generación de la Segunda República, desarrollada principalmente a partir de la década de 1950. Esta generación inauguró un nuevo periodo en la Literatura costarricense, el cual estuvo fuertemente influenciado por algunos hechos históricos como Segunda Guerra Mundial y la Revolución del 48 en Costa Rica. La lírica de esta época se caracteriza por su subjetividad, así como por la búsqueda hacia la denuncia social, la temática erótica y las trasformaciones propias de la modernidad.
Los escritos de Grütter se alejan de la métrica tradicional, la versificación estricta le da paso a una poesía más prosaica y cercana al lenguaje cotidiano. También se evidencia la toma del discurso sexual mediante la exploración del cuerpo y el erotismo, un aspecto que hasta hace poco estaba solo en manos de los hombres. Se muestra además la influencia ideológica y política, la crisis existencial del ser moderno y la enajenación de los sujetos ante un mundo cada vez más incomunicado y banal.
Dichas temáticas  se mantienen en las dos novelas con las cuales Grütter incursionó en la narrativa: Los amigos y el viento y Desaparecido, ambos relatos poseen un estrato claramente autobiográfico. En el primero de ellos, Grütter habla sobre sus vivencias en la Alemania Nazi, su vida al margen de la guerra y la forma en que esta deshumaniza a lo individuos. En Desaparecido expone la problemática acontecida durante la dictadura chilena. La totalidad de este texto está inspirado en la desaparición de su esposo Carlos bajo la dictadura militar de Pinochet. Asimismo, cabe destacar la contribución que tuvo en la dramaturgia costarricense con la fundación del Teatro Arlequín, espacio que representó un importante soporte para el desarrollo de las artes dramáticas en Costa Rica.

## Publicaciones
Poesía
- "Dame la mano"  (1954).
- "Poesía de este mundo"  (1973).
- "Cantos de cuna y de batalla"  (1994). Premio Áncora de Literatura en 1996.

Prosa
- "Los amigos y el viento" (el título original era "Boris") (1978).
- "Desaparecido"  (1980).
- "Canto a mi tiempo: memorias"  (1998).